# Heleomyza difficilis
Heleomyza difficilis är en tvåvingeart som beskrevs av Gill 1962. Heleomyza difficilis ingår i släktet Heleomyza och familjen myllflugor. Inga underarter finns listade i Catalogue of Life.